# Abattement supplémentaire
 (juillet 2025).
L'abattement supplémentaire est une mesure qui permet à certaines professions, spécifiquement listées par la législation, de réduire la base de leurs cotisations de sécurité sociale. Cette réduction est égale au montant de la déduction supplémentaire pour frais professionnels dont lesdites professions bénéficient déjà en matière fiscale,,,.

## Origine et définition juridique
L'abattement supplémentaire a donc été institué pour offrir une certaine équité entre les différentes professions en matière de cotisations sociales. Il permet de prendre en compte les spécificités des frais professionnels inhérents à certaines activités.
La législation relative à cet abattement est encadrée par des textes spécifiques, notamment l'arrêté du 26 mai 1975 (art. 4), qui définit les professions éligibles et les modalités d'application.

## Professions Concernées
Les professions pouvant bénéficier de cet abattement sont limitativement énumérées par les textes réglementaires. Elles incluent généralement des activités où les frais professionnels sont substantiels et récurrents, par exemple :
- Les artistes et auteurs : Ces professionnels engagent souvent des dépenses importantes pour la création et la promotion de leurs œuvres.
- Les représentants de commerce : Leurs activités nécessitent fréquemment des déplacements et des frais de représentation.
- Les journalistes : Souvent amenés à se déplacer et à s'informer, ils engagent des frais non négligeables dans le cadre de leur activité.

## Modalités de Calcul
L'abattement supplémentaire se calcule en déduisant de la base de cotisation de sécurité sociale une somme égale à celle de la déduction supplémentaire pour frais professionnels accordée en matière fiscale. Ainsi, par exemple, si un professionnel bénéficie d'une déduction fiscale de x% pour ses frais professionnels, il pourra également réduire sa base de cotisation de sécurité sociale d'un certain pourcentage.

## Avantages
- Réduction de la charge sociale : En diminuant la base de cotisation, les professionnels voient leur charge sociale allégée, avec un impact positif sur leur trésorerie.
- Reconnaissance des spécificités professionnelles : Cet abattement reconnaît les particularités et les contraintes financières des professions concernées.